# Тектонічна дислокація

## Визначення
Дислокація (рос. дислокация, тектоническое нарушение, англ. dislocation, tectonic dislocation, diastrophism;, нім. Dislokation f, tektonische Verletzung) — порушення форми первинного залягання гірських порід, зумовлене головним чином дією внутрішніх сил Землі, дії тектонічних процесів. Розрізняють тектонічні дислокації плікативні, ін’єктивні та диз’юнктивні.

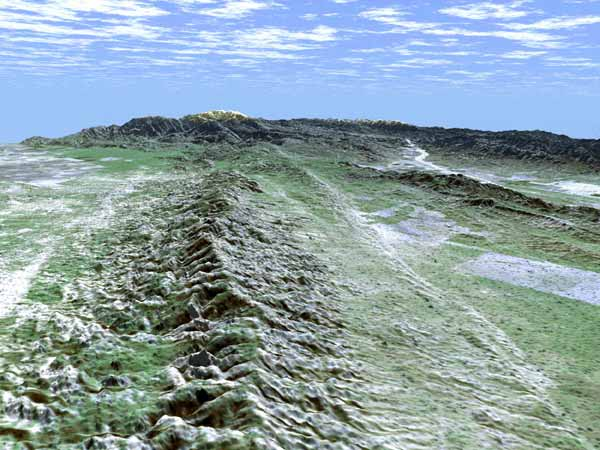
Сан-Андреас (розлом) (Каліфорнія, США)

## Дислокація диз'юнктивна
Диз'юнктивні або розривні дислокації — порушення в результаті тектонічних рухів нормального залягання шарів гірських порід, що супроводжується розривом суцільності і відносним переміщенням розірваних частин (блоків, крил) по тріщині (зміщувачу). (див. розломи, диз'юнктив, диз’юнктивні дислокації, підкид, скид, зсув,  насув, шар'яж, розсув)

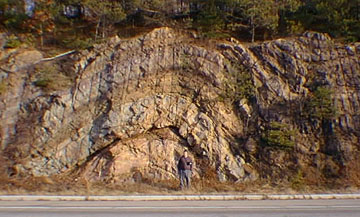
Приклад плікативної дислокації — антиклінальна складка. Північна Америка, Нью-Джерсі.

## Дислокація плікативна
Плікативні або складчасті дислокації — порушення, що виникли у результаті тектонічних рухів у гірських породах без розриву їх суцільності. До плікативних відносять  складки різноманітних форм, масштабів та походження.